# بازخورد (آلبوم)
«بازخورد» آلبومی از راش است که در سال ۲۰۰۴ میلادی منتشر شد.